# Rapala dieneces
Rapala dieneces är en fjärilsart som beskrevs av William Chapman Hewitson 1878. Rapala dieneces ingår i släktet Rapala och familjen juvelvingar. Inga underarter finns listade.

## Bildgalleri

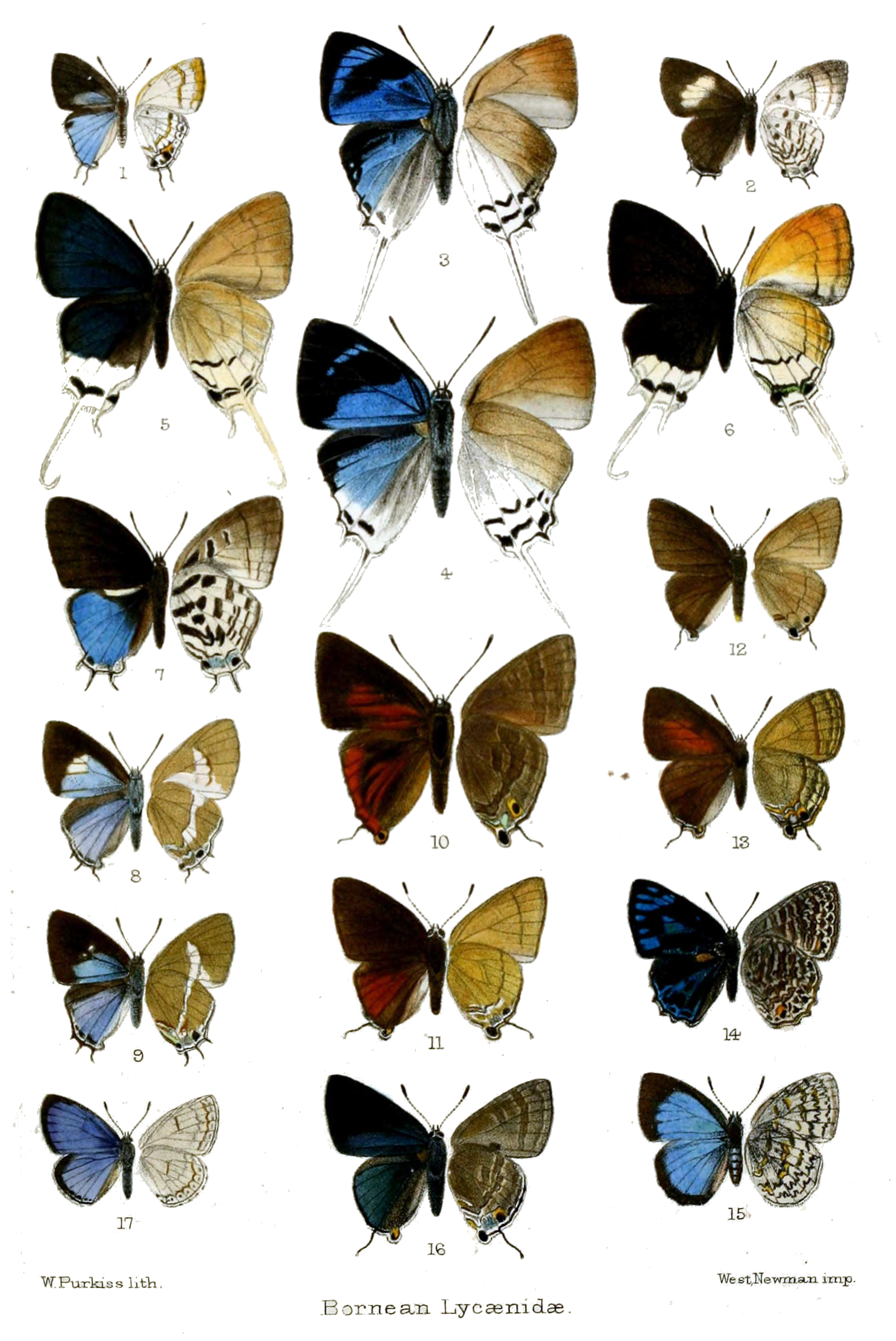
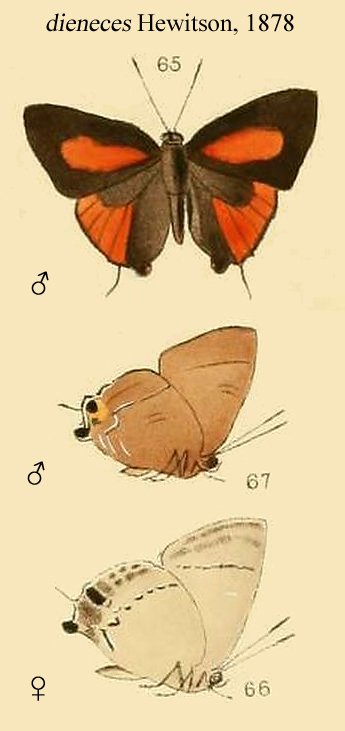
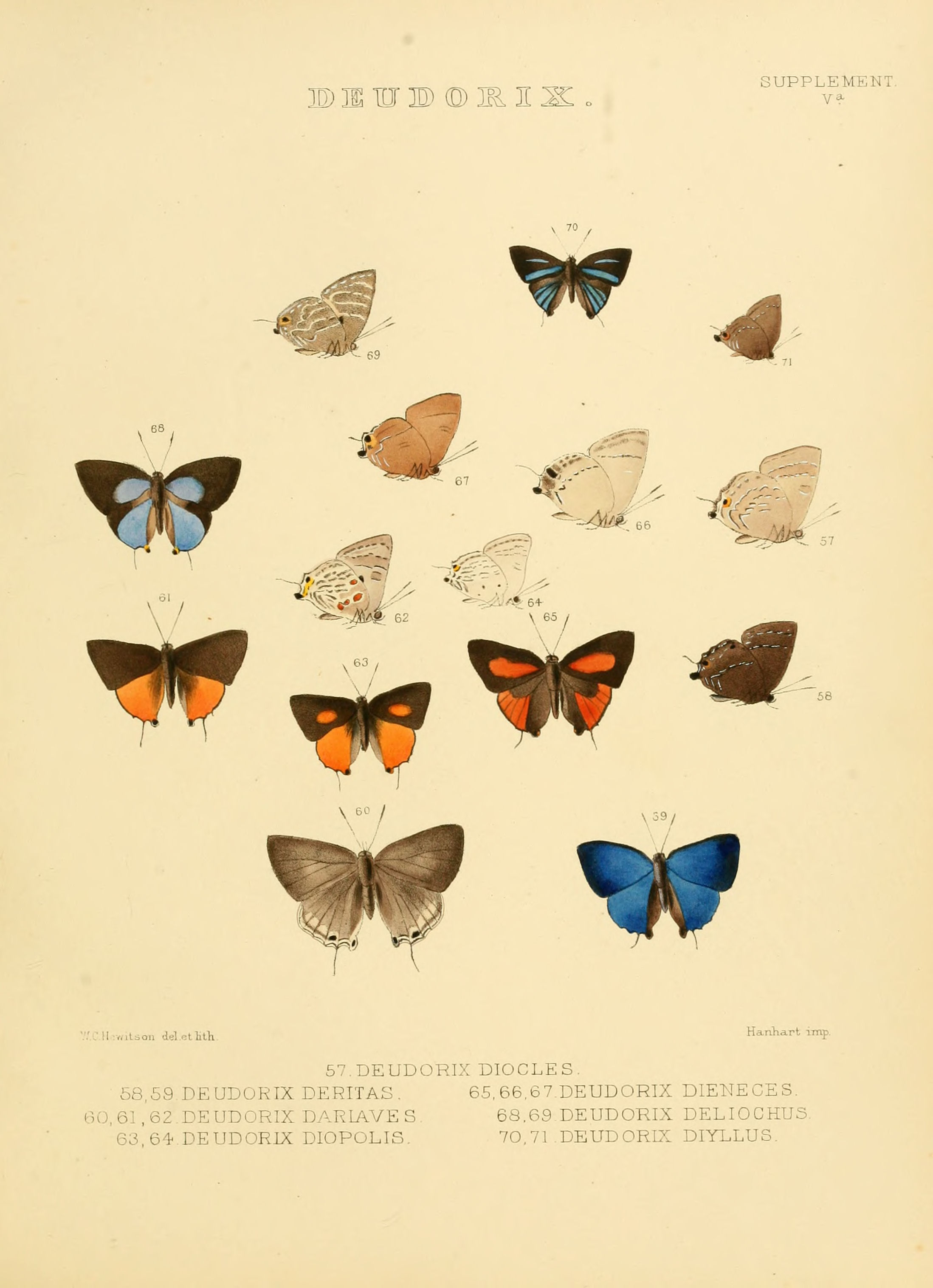
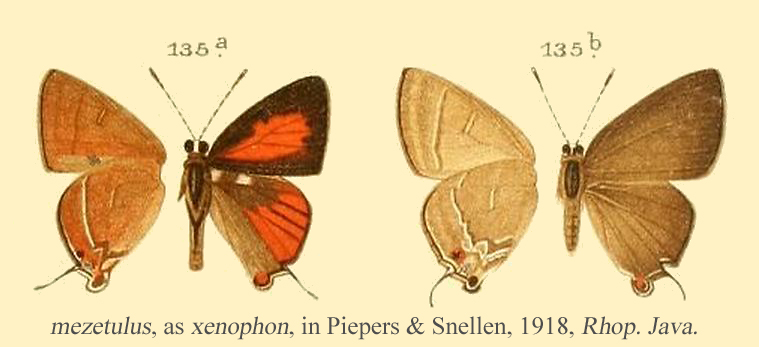
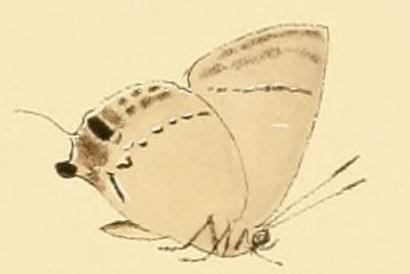
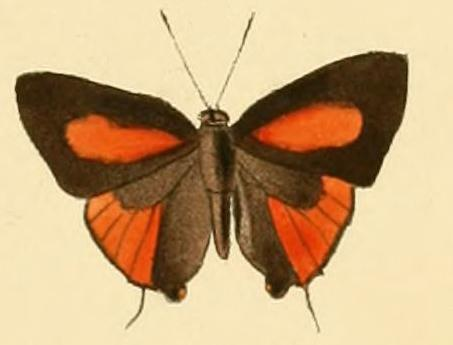